# قائمة انفجارات أشعة غاما

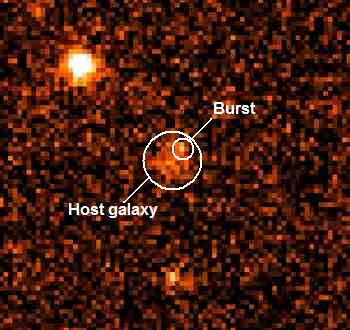
صورة مركز انفجار أشعة غاما 970228 وهو يقع في طرف أحد المجرات.

قائمة انفجارات أشعة غاما في الفلك (بالإنجليزية: ( List of Gamma-Ray Bursts (GRB)
هي قائمة مكملة ل الفهرس العام الجديد وفهرس مسييه للأجرام السماوية، تختص بتدوين انفجارات أشعة غاما تم اكتشافها في الكون في العقود القليلة الماضية . وتسجل تلك القائمة الإنجليزية تلك الانفجارات بحسب يوم اكتشافها، ويستخدم يوم وشهر وسنة أكتشافها للدلالة عليها بالإضافة إلى الاختصار GRB على النحو التالي : الرقمان الأولان يعطيان السنة، والرقمان الثانيان يعطيان الشهر، والرقمان الأخيران يعطيان يوم الاكتشاف.
تحتوي القائمة الإنجليزية (كما توجد قائمة قصيرة باللغة الإيطالية) على نحو 30 من انفجار أشعة غاما ، ونعطي هنا بعضا منها ملفتا للنظر . وعلى المهتم الرجوع إلى القائمة باللغة الإنجليزية.
مثال: GRB 670702 
- يعني انفجار أشعة غاما، يوم 2 من شهر 7 ، عام 1967.

## انفجارات أشعة غاما ملفتة للنظر
| الاسم                             | انفجار أشعة غاما         | معلومات                | ملاحظات     |
| --------------------------------- | ------------------------ | ---------------------- | ----------- |
| أقربهم                            | انفجار أشعة غاما 980425  | z = 0.0085             |             |
| أبعدهم عنا                        | انفجار أشعة غاما 090423  | z=8.2                  |             |
| أقلهم سطوعا                       |                          |                        |             |
| أشدهم سطوعا                       | انفجار أشعة غاما 080916C | Eiso = 8.8 × 1054 إرج  |             |
| أطولهم مدة                        | انفجار أشعة غاما 060218  | مدته = 2100 ثانية      |             |
| أقصرهم مدة                        | انفجار أشعة غاما 820405  | مدته = 12 ملي ثانية    |             |
| أبعدهم ويمكن رؤيته بالعين المجردة | انفجار أشعة غاما 080319ب | قدر ظاهري: 5.7 z=0.937 | [ 1 ] [ 2 ] |
| أقربهم ويمكن رؤيته بالعين المجردة |                          |                        |             |

- z = مقدار انزياح أحمر

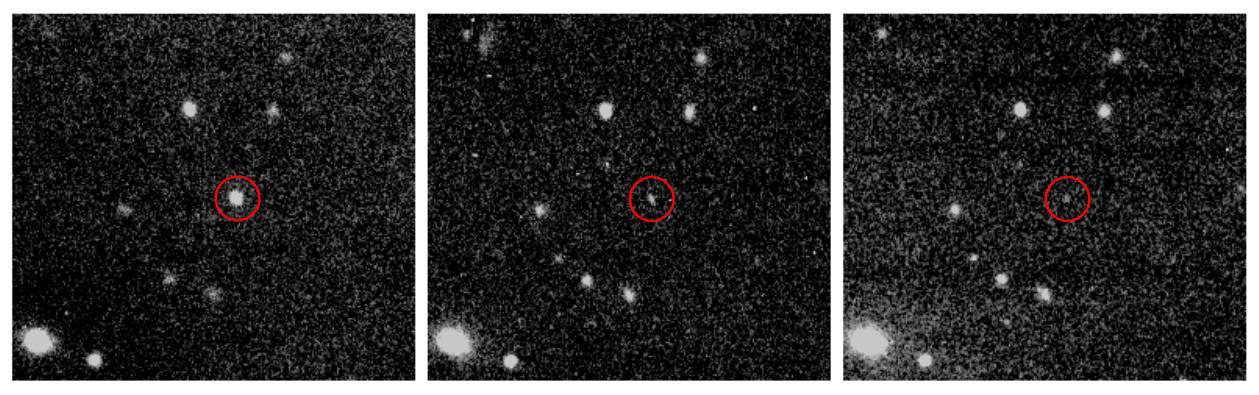
صور متعاقبة بالتلسكوب SOAR للوهيج المتعقب للانفجار GRB 050904 للأشعة تحت الحمراء.

- (كلما زادت قيمة z ، كلما زاد بعد الجرم السماوي عنا )

## وصلات خارجية
- موقع الكون في الإنترنت نسخة محفوظة 2 يوليو 2019 على موقع واي باك مشين.